# Sara Nesson
Sara Nesson é uma cineasta e produtora cinematográfica norte-americana. Como reconhecimento, foi nomeado ao Oscar 2011 na categoria de Melhor Documentário em Curta-metragem por Poster Girl.